# Tulisaari (ö i Kajanaland, Kajana, lat 63,93, long 27,72)
Tulisaari är en ö i Finland. Den ligger i sjön Levänen och i kommunen Kajana i den ekonomiska regionen  Kajana ekonomiska region  och landskapet Kajanaland, i den centrala delen av landet, 400 km norr om huvudstaden Helsingfors. Öns area är 1,5 hektar och dess största längd är 230 meter i nord-sydlig riktning.